# Mycena haematopus
Mycena haematopus es una especie de hongo basidiomicetos de la familia Mycenaceae.

## Características
Es un hongo que está extendido en América del Norte, en Europa, en Japón y se han encontrado ejemplares en Venezuela, es mico-heterótrofo, aparecen en pequeños grupos en los lugares donde hay descomposición de hojas, troncos, tocones , especialmente de hayas. Este hongo fue descrito científicamente en 1799, está clasificado como Lactipedes, sección del género Mycena, junto con otras especies que producen un látex color lechoso.
La forma del sombrero (Píleo (micología)) es cónico, evolucionando con la madurez a forma de campana, puede alcanzar los 4 centímetros de diámetro, sus colores pueden ser rojizo, marrón rosáceo o violáceo, es blanquecino por debajo, donde se encuentra la parte fértil.
El tallo tiene hasta 9 centímetros de longitud, es hueco, de color marrón rojizo y su espesor es de 1 a 2 milímetros, si se corta da un látex color rojo.
Aparece en el otoño cuando caen las primeras lluvias entre las ramas y hojas caídas de los robledales y las hayas, no es comestible.